# Waag (Almelo)
De Waag van Almelo is een monumentaal gebouw gelegen aan het Waagplein in de Twentse stad Almelo in de Nederlandse provincie Overijssel. Het is gebouwd in 1914, het jaar dat de Stad en het Ambt Almelo bij elkaar werden gevoegd tot één gemeente.
Het waaggebouw werd ontworpen door stadsarchitect P. Kolpa, in opdracht van de net gevormde gemeente Almelo. Het waaggebouw werd gebouwd in Oudhollandse stijl met een trapgevel en diende vaak als markthal voor bederfelijke marktwaren. Het is het laatst gebouwde waaggebouw van Nederland. De bouwkosten van het gebouw waren 19.579 gulden. 
Tot eind 1986 was het Stadsmuseum Almelo gevestigd op de bovenverdieping van de waag, voordat dit museum zijn collectie naar het Rectorshuis aan de Korte Prinsenstraat in Almelo verhuisde. Vanaf 2015 komen er twee kledingzaken in het gebouw, nadat er voorheen meerdere horecagelegenheden zaten. 